# Annibal Alberto de Albuquerque Maranhão
Annibal Alberto de Albuquerque Maranhão (ur. 25 lipca 1918 w Belém, zm. ?) – brazylijski lekarz i urzędnik konsularny.
Ukończył Krajowy Wydział Medycyny Uniwersytetu Brazylijskiego, obecnie Uniwersytecie Federalnym Rio de Janeiro (Universidade Federal do Rio de Janeiro) oraz Kurs Doskonalenia Dyplomatów w Instytucie Rio-Branco w Rio de Janeiro (1948). Pełnił szereg funkcji w brazylijskiej służbie zagranicznej, m.in. urzędnika Ministerstwa Spraw Zagranicznych (1948-1950), wicekonsula/charge d'affaires w Asunción (1950-1952), III/II sekretarza/charge d'affaires poselstwa w Warszawie (1953-1956), urzędnika MSZ (1956-1959), II sekretarza/charge d'affaires ambasady w Kopenhadze (1959-1961), II/I sekretarza/charge d'affaires ambasady w Teheranie (1961-1965), asystenta sekretarza generalnego ONZ ds. Europy Wschodniej i Azji (1965-1966), I sekretarza ambasady w Warszawie (1967), konsula w Gdyni (1967-1974), urzędnika MSZ (1974), uczestnika Misji Stabilizacyjnej w Kinszasie (1974).